# Pomodorino del Piennolo del Vesuvio
La Pomodorino del Piennolo del Vesuvio (en français : petite tomate en grappe du Vésuve) est le nom d'un produit attribué - par un label de qualité  européen – au fruit d'écotypes de tomates cerises traditionnellement cultivés sur les flancs du Vésuve dans la province de Naples.
Depuis le 11 décembre 2009, la dénomination Pomodorino del Piennolo del Vesuvio est protégée au niveau européen par une denominazione di origine protetta (appellation d'origine protégée-AOP).

## Historique
À la suite de la conquête des océans par les Européens, la tomate Solanum lycopersicum  est connue en Italie du Sud dès le XVIe siècle. Au fil des siècles, elle est devenue l’une des productions les plus anciennes et les plus typiques de la région du Vésuve.
Sa production répondait aux besoins des napolitains de disposer d'une tomate à l'état frais et à la saveur prononcée - pendant les mois d'hiver - pour les préparations culinaires comme la pizza napoletana, l'insalata caprese...

## Caractéristiques
Ses appellations populaires sont : Fiaschella, Lampadina, Patanara, Principe Borghese et Re Umberto. Le fruit frais est de forme ovale avec un apex pointu et d'un poids de 20 à 30 g. Il se distingue par une peau épaisse ainsi qu'un parfum et un goût intense. 
Adapté aux sols particulièrement fertiles du volcan, il développe des qualités uniques en son genre tant du point de vue de sa qualité organoleptique que de sa longue conservation.

## Conservation
Une fois récoltés, les fruits en grappes entières sont attachés par les queues de façon à former  une seule et grande grappe d'un poids compris entre 1 et 5 kg, qui est ensuite conservée suspendue à des crochets dans des locaux secs et aérés. 
Le pomodorino del piennolo del  Vesuvio est  aussi un des sujets décoratifs de la crèche napolitaine.